# Quiina pubescens
Quiina pubescens är en tvåhjärtbladig växtart som beskrevs av Albert Charles Smith. Quiina pubescens ingår i släktet Quiina och familjen Ochnaceae. Inga underarter finns listade i Catalogue of Life.